# Noblesse corse

Armoiries de la Corse

La noblesse corse se distingue de celles du continent par les nombreuses évolutions de sa définition, liées aux particularités de la culture et de l'histoire insulaire. À l'époque contemporaine, elle n'a pas exercé de rôle prépondérant en lien avec son statut et son acceptation est sujette à des variations selon les époques, les régions et les personnes.

## Traits généraux
À l'instar de ce qui se fit sur le continent, la première apparition de la noblesse en Corse peut être datée du temps de Charlemagne. Ainsi, de nombreuses familles se réclament du mythique Ugo Colonna, comte de Corse, envoyé par l'Empereur pour délivrer l'île du joug des Maures. Une noblesse féodale se mit en place au XIIe siècle, comme relais entre la république de Pise et les populations insulaires. Au XIVe siècle, se produisit une grande jacquerie, menée par un moine semi-mythique, Sambucucciu d'Alando, qui chassa les seigneurs de cismonte (fr : deçà-des-monts, c'est a dire l'actuelle Haute-Corse) et fit appel aux Génois. La « terre du commun » (Terra del Comune : Gênes) naquit alors, dominée néanmoins par une pseudo-noblesse féodale, celle des caporali, ou caporaux, ancêtres des chefs de clan. Plus tard, ces familles dites caporalices, revendiqueront leur filiation avec un « caporal » (capurale), notable villageois ou régional, élu au Moyen Âge pour jouer un rôle d'intercession et de protection.
Divers fiefs perdurèrent cependant, dans le Cap corse et dans le pumonte (l'au-delà-des monts -Corse-du-Sud), dénommé également « Terre des Seigneurs » (Terra di i Signori). À cette époque du Moyen Âge, divers féodaux corses tentèrent en vain d'établir leur pouvoir sur toute l'île en profitant des conflits répétés entre Gênes, puissance alors dominante de l'île et ses différents voisins, notamment la couronne d'Aragon,.
La victoire définitive de Gênes, contre les seigneurs insulaires mais surtout contre les nations rivales, en 1565, sonne le glas des prétentions des féodaux et caporaux. Durant la période de domination directe de l'île par Gênes, la superbe république va progressivement éliminer cette classe sociale. Les fiefs, bien que respectés, diminuent en nombre. Dans le même temps, Gênes ne reconnait comme nobles que les membres de son propre patriciat, sans pour autant y inscrire de familles insulaires mais elle distribue largement les récompenses, dites benemerenza qui peuvent, d'une certaine manière être assimilées à une marque de noblesse, étant donné que leurs receveurs reçoivent les privilèges du port d'arme et d'exemption de la taille (taglia), faveurs caractéristiques de la noblesse partout ailleurs en Europe. Néanmoins, le très grand nombre de receveurs, un tiers des familles de la notabilité insulaire limite ce sentiment aristocratique. L'institution des Nobles XII et Nobles VI, réservées aux insulaires semblent un critère plus satisfaisant pour définir la noblesse corse à l'époque génoise, bien qu'aucune preuve de noblesse ne soit demandée pour être membre de ces institutions. À cela, il faut encore rajouter que certaines familles corses sont alors anoblies par des puissances étrangères, à Venise, à Parme, en Espagne et en France.
La conquête de l'île (1768-1769) change la donne. Il est de première importance de recréer en Corse le deuxième ordre et de façonner la société insulaire sur le modèle français, projet que la monarchie réclamait à Gênes depuis de très nombreuses années déjà, comme sauvegarde de ses différentes missions de pacification.
Durant les quelques années qui s'écoulèrent entre la conquête de l'île et la Révolution française, vont être reconnues comme nobles, plus de quatre-vingts familles. Dans un premier temps, tout noble est invité à se faire connaître auprès du gouvernement royal de l'île, en apportant la preuve de ses quatre quartiers de noblesse. Or la noblesse n'existant pas, ou limitée à un tout petit nombre de familles d'extraction féodale, ces preuves, comme la vérification française ne sont pas de la plus extrême rigueur. Les familles qui se présentent sont ainsi les maisons d'extraction patricienne génoise, issues des présides ou place-fortes du littoral et par conséquent demeurées fidèles à Gênes, les maisons féodales et surtout un certain nombre de maisons prétendument nobles, commerçantes, militaires, propriétaires terriens, considérées comme seigneurs en leurs domaines.
Ainsi, la noblesse française d'Ancien Régime en Corse, au sens strict, ne comprend que ces quelque quatre-vingts familles auxquelles ils convient d'ajouter les familles anoblies sous l'Empire et la Restauration.

## Familles féodales corses
- Avogari, seigneurs de Nonza et de Canari.
- De Bagnaia, Originaires de Pise, ils obtiennent l'administration d'Orto, de Marana et Costiera. Au XIIIe siècle ils seront en conflit avec les seigneurs voisins[3].
- Biancolacci, seigneurs de Capula et de Bisè.
- Bozzi (branche des Cinarchesi, rameau de la maison d'Ornano[4]). Cette seigneurie disparaît progressivement à partir de 1615. Son château, qui dominait la vallée du Taravo, était édifié sur le territoire de la commune actuelle de Guitera-les-Bains.
- Cortinchi, principaux seigneurs en Castagniccia, seigneurs de Petrellerata, de Lumito et de Verde[5].
- Covasinaschi, seigneurs de Covasina.
- Istria (Branche des Cinarchesi[6]).
- Da Leca (Branche des Cinarchesi[6]. vaincue par Gênes au XVe siècle) ;
- Loreto de Nebbio, seigneurs de Nebbio, de la seconde moitié du XIIe siècle ou du tout début du XIIIe siècle, à 1325 ;
- Da Mare (Nord du Cap Corse), seigneur de Rogliano de 1249 à 1523[7] comte de Corse de 1434 à 1439 et Seigneur de Capraia ;
- Marquis de Massa, de la lignée des Obertinghi, premiers marquis de Corse.
- D'Ornano (Branche des Cinarchesi[6], une branche passe en France, avec Alphonse d'Ornano, 1548-1610, marêchal de France) ;
- De Pino, originaire de la pieve de Pino au centre de la Balagne. Les « Pinaschi », vassaux des marquis de Massa, étaient seigneurs du XIe siècle au XIIIe siècle, possesseurs de plusieurs castra[Note 1] ;
- Della Rocca (Branche des Cinarchesi[6]. Vaincue par Gênes au XVe siècle) ;

## Familles corses de noblesse génoise
- Buonaparte (originaire de Sarzane).
- Casale (Olmeta Di Tuda).
- Cuneo.
- Defranchi ou de Franchi[8].

- Doria[9] (présente à Bonifacio[10]).
- Galliano[9] (à Bonifacio).
- Giustiniani.
- de Montera (Corte)[11].
- Negroni.
- Lanfranchi (Levie, Aullène, Viggianello).
- Lomellini (Lumio)
- Pallavicini.
- Salineri[12] (à Bonifacio) .
- Suzzarelli[13] (à Bonifacio).
- Suzzoni (de)[14] (à Bastia).

## Familles caporalices
Ce phénomène mérite sans doute d'être mieux cerné, puisqu'aux caporaux « historiques », s'ajouteraient toutes les familles, très nombreuses, qui ont occupé le poste de « caporal » dans leur village, jusqu'à la Révolution française.
Plusieurs ouvrages présentent une liste des familles caporalices, notamment :
- l'armorial de Colonna de Cesari Rocca, p XIV (préface) qui ne mentionne que « les plus illustres », sous-entendant qu'il omet « les moins illustres » (parmi lesquelles, étrangement, les Casabianca ou della Casabianca !), et précisant qu'elles prenaient généralement le nom de leur village d'origine, sans toutefois en être toujours seigneurs : dalla Campana, da Campocasso, da Casta, da Chiatra, dalla Corbaja (coquille : sans doute « Corbara »), dalla Crocicchia, del Lobio, da Matra, dal Olmo, d'Omessa, d'Ortale, de Pancheraccia, dalla Pastoreccia, de Petricaggio, da Piobetta, da Prune, da Sant'Antonino.
- Fernand Ettori, dans La Maison de la Rocca, esquisse une liste presque identique, parmi les familles corses non cinarchese, non génoises (p. 166–168) : caporaux de Campocasso, de la Casabianca, de Casta, de Chiatra, de Corbara, de Gaggio, de Matra, d'Omessa, de Pancheraccia, de Pastoreccia de Rostino, de Sant'Antonino, de la Venzolasca.

## La noblesse théodorienne
Longtemps négligés, les titres conférés en 1736 par l'éphémère roi Théodore de Neuhoff (1694-1756) sont désormais considérés de manière plus sérieuse, en partant du principe que le baron westphalien fut un monarque acclamé par les principaux notables de l'Île et, de la sorte, légitime.
Divers ouvrages recensent les titres conférés à ses compagnons et dignitaires du régime: marquis, comtes, chevaliers. Là encore, Colonna de Cesari Rocca avait posé les bases tout en reconnaissant que les documents authentiques font souvent défaut et que le souvenir des titres reçus s'est même perdu dans certaines des familles qui en ont bénéficié :
- marquis : d'Ornano, Giafferi, Matra, Paoli, Rafaelli, Silva ;
- comtes : Ambrosi (Castineta), Arrighi, Casabianca, Colonna-Bozzi, Colonna-Ceccaldi, Costa, Durazzo, Fabiani, Fernandi, Gaffori, Giappiconi, Giuliani, Lancelloti, Lucioni-Casacolli, Mari, Natali, Paoli, Peraldi, Puillicio, Quilici, Susini, Taglio, Tomasini, Tortora ;
- chevaliers : Cuttoli, Guagno, Petralba, Seravalle.

F. Demartini, dans son Armorial corse (avec une « Introduction » de Michel Vergé-Franceschi), s'est avancé plus loin en prenant réellement au sérieux cet épisode du point de vue du droit nobiliaire. François Antoine Mariani, dans Les Malaspina de Speloncato, affirme qu'Antoine Marc Malaspina aurait lui aussi bénéficié d'un titre de comte.
Dans son ouvrage Paoli un Corse des Lumières (2005), Michel Vergé-Franceschi dresse en annexe une liste des personnalités théodoriennes, où il mentionne de nombreux titres concédés par Théodore qui allongent un peu la liste ci-dessus.

## Liste des familles reconnues nobles ou anoblies par la couronne de France
Familles reconnues nobles par le Conseil Supérieur de la Corse (« RNF »). (NB : nombre de ces familles adoptèrent très vite la pratique française de la particule qui est indiquée ci-dessous entre parenthèses ; placée devant le patronyme, elle est alors bien une « particule nobiliaire » ; si son utilisation semble n'avoir pas fait l'objet d'abus, notamment dans les branches restées hors de la RNF, son absence n'est quant à elle pas nécessairement un signe d'exclusion).
- Abbatucci (Zevaco / Zicavu), le 21 décembre 1776[17].
- Albertini (U Pedipartinu d'Orezza), le 18 septembre 1775.
- Angelis (de) (Bastia), le 27 avril 1772.
- Antoni (Ersa), le 2 avril 1772.
- Arrighi de Casanova, (Corte / Corti), les 4 février 1783, 14 septembre 1783 et 8 juin 1787.
- Avogari de Gentile (Capicorsu), le 13 septembre 1771.
- Bacciochi (Ajaccio / Aiacciu), les 27 février 1771, 30 avril 1771 et 7 juin 1780.
- Belgodere di Bagnaja (Belgudé), le 27 avril 1772.
- Benedetti (Vicu), noblesse de grâce.
- Benielli (Ajaccio / Aiacciu), le 18 février 1772.
- Bianconi (Calenzana/Montegrosso), le 15 janvier 1773. Noblesse de grâce
- Biguglia (Bastia), noblesse avouée, septembre 1776.
- Boccheciampe (de) (Oletta), noblesse reconnue, les 3 juin 1784 et le 13 septembre 1784 (également titre de baron avec érection de terre, par décret du 3 août 1799 de la couronne de Naples).
- Boerio (de) (Bastia), le 26 avril 1783.
- Buonaparte (Ajaccio / Aiacciu), le 13 septembre 1771[17].
- Bustoro (Bastia), le 18 février 1772.
- Buttafuoco (U Viscuvatu), les 22 février 1771 et 14 mars 1771.
- Caraccioli (Morsiglia / Mursiglia), le 8 mai 1772[18].
- Caraffa (de) (Bastia), le 17 février 1774.
- Cardi (Olmeta, Olcani, Ogliastru), le 12 juillet 1771.
- Casabianca (de) (A Casabianca), les 4 juin 1771, 14 juin 1771 et 27 avril 1772.
- Casalta (A Casalta), le 11 mars 1774.
- Castelli (de) (Bastia), le 10 novembre 1775.
- Cattaneo (Calvi), le 3 mars 1774.
- Colonna d'Anfriani (Montemaggiore / Montemaio), le 21 mai 1772.
- Colonna di Bozzi (Grussetu), les 23 décembre 1773 et 13 décembre 1775.
- Colonna Ceccaldi (Vescovato), le 21 février 1772.
- Colonna de Cesari Rocca (Quenza, Porto Vecchio / Porti Vechju), les 17 mars 1772, 29 novembre 1774 et 12 mars 1777.
- Colonna d'Istria (Suddacarù, Bicchisgià), le 20 décembre 1773[17].
- Colonna d'Ornano (Santa Maria Sicchè), les 13 avril 1771 et 22 décembre 1775.
- Corsi (de) (Talasani), le 5 mai 1772.
- Costa (Castellana di Moriani), le 27 février 1772.
- Costa (?), le 14 décembre 1776.
- Cuneo d'Ornano (Ajaccio / Aiacciu) le 9 avril 1771, établissant la filiation depuis Francesco Cuneo, noble Génois venant p, né à Ajaccio en 1585. Il pourrait être un descendant des Cuneo venus de la ville italienne Cuneo.
- le capitaine Cueno d'Ornano, mentionné par Alexandre Dumas père dans Impressions de voyage: Le véloce, ou Tanger[19].
- Cuttoli de Coti (de)(Curtichjatu), le 11 avril 1774.
- Dangelo (Bastia), le 27 avril 1772.
- Filette (de) (Ambruzio), le 21 avril 1771 (et titre de comte attribué par Theodore de Neuhoff au chevalier Pierre de Filette de Ambruzio)
- Doria (Bonifacio, Bastia), le 12 mai 1785.
- Ettori (Tavagna), le 21 mai 1772.
- Fabiani (de) (Santa-Reparata-di-Balagna / Santa Riparata di Balagna), le 29 avril 1774 (et titre de comte attribué en 1736 par Théodore de Neuhoff au général Simon Fabiani).
- Farinole (Bastia), le 17 septembre 1781.
- Ficarella (Brandu), le 13 août 1787.
- Follacci (Bastergà), le 21 mai 1772.
- Fozzani (Fuzzà), le 7 avril 1772
- Fozzani Bernardini (Fuzzà), le 29 mars 1784.
- Fozzani Durazzo (Fuzzà, Campumoru)[17].
- Fozzani Tomasi Carabelli (Fuzzà), le 28 décembre 1778.
- Fratani de Vezzani (Vezzani), maintenue en 1773.
- Fraticelli (?), le 17 mai 1774.
- Frediani (A Penta di Casinca), le 10 avril 1772.
- Gaffori (de) (Corte).
- Galloni d'Istria (Ulmetu), le 20 mai 1775.
- Gautier d'Urbino (Aleria).
- Gentile (de) (Ajaccio / Aiacciu), le 22 juin 1787.
- Gentile (de) (Nonza), le 27 mars 1776.
- Gentile (de)(Rogliano / Ruglianu), le 28 mars 1774.
- Gentile (Calcatoghju), le 16 décembre 1774.
- Giacomoni (de) (Sainte Lucie de Tallano / Santa Lucia di Tallà), le 29 avril 1778.
- Giubega (de) (Calvi), le 19 janvier 1774.
- Marengo (Bastia, originaire de Gênes).
- Mari (Tagliu di Tavagna), le 22 mai 1772.
- Massei (Sisco / Siscu), le 2 avril 1772.
- Matra (de) (Matra), le 25 novembre 1776.
- Mattei (Centuri), le 15 novembre 1787.
- Monti Rossi (de) (Palasca), le 8 mai 1788.
- Morelli (Bastia), le 3 décembre 1771.
- Morlas (de) (Bastia), le 22 mai 1772.
- Morati (de) (Murato / Muratu), le 18 février 1772.
- Murato: voir Sistrières
- Negroni (Rogliano/Ruglianu), le 22 juin 1778.
- Ornano (Santa Maria Sicchè), le 12 mars 1772.
- Ortoli (d') (Sartène / Sartè), le 21 mai 1772.
- Peretti (de) (Livia), le 28 avril 1772[17].
- Pernice (A Penta du Casinca), le 1er mars 1774.
- Petriconi (de) (Soriu), le 5 février 1774.
- Pianelli (Olmeto / Ulmetu), le 22 novembre 1771[17].
- Pietri (Prunu), le 27 avril 1772.
- Pietri (Sartène / Sartè), le 21 mai 1772.
- Poggi (San Martinu di Lota), le 27 avril 1772.
- Poli (Cervioni), le 7 avril 1775.
- Ponte (Ajaccio / Aiacciu), le 8 août 1771.
- Pozzo di Borgo (Aiacciu), le 9 juin 1774[17].
- Pozzo di Borgo (de) (Alata), le 15 septembre 1774.
- Pruno (Ampugnani), le 9 mai 1774.
- Questa (de)(Calvi), le 18 mars 1774.
- Ristori (?), noblesse avouée, le 12 décembre 1785.
- Rocca Serra (Porto Vecchio/Portivechju), le 14 janvier 1772.
- Rocca Serra (Sartène / Sartè) le 27 avril 1772, (Cargiaca/Carghjaca) le 5 juin 1772, (Levie/Livia) le 21 octobre 1774[17].
- Rossi (Bastia), les 1er février 1776 et 6 mars 1776.
- Rossi (Ajaccio / Aiacciu), le 13 décembre 1771.
- Saliveri (Bonifacio), le 19 avril 1782.
- Sansonetti (de)(Lugu di Venacu, Bastia), le 27 août 1771.
- Santini (Bastia), le 10 avril 1771.
- Sistrières-Murato, vicomte de Murato le 22 avril 1776.
- Susini (de)(Sartène / Sartè), le 12 mars 1772.
- Susini (Ajaccio / Aiacciu), les 2 mai 1780 et 19 décembre 1780.
- Suzzarelli (Bonifacio), le 9 septembre 1786.
- Tomei (Luri), le 19 septembre 1776.
- Varese (Bastia), le 24 janvier 1772.
- Zerbi (de) (Saint Florent / San Fiurenzu), le 8 août 1771[20].

## Premier Empire
- Arrighi de Casanova, (Corte / Corti), baron d'Empire.
- Arrighi de Casanova, (Corte / Corti), duc de Padoue et de l'Empire.
- Campi (Aiacciu): lettres patentes enregistrées au Sénat le 16 décembre 1810, conférant le titre de baron au général Toussaint Campi.
- Ferri-Pisani (Bocognano / Bucugnà), Paul Félix Ferri-Pisani, comte de Saint Anastase (royaume de Naples) ; comte de l'Empire.
- Mariani (Corte) : baron de l'Empire selon les uns (Demartini); fait baron par le roi de Westphalie selon d'autres (Orticoni).
- Moroni, Pierre-Ange (Ortiporio), baron d'empire.
- Orsatelli (Cassano), famille du général-baron Eugène Orsatelli.
- Sebastiani, de la Porta. famille du Maréchal Horace Sebastiani

## Second Empire
- Benedetti (Bastia), comte : 1869.
- Ramolino de Coll'Alto, anoblissement par lettres : comte 1870, Corse

## LesSgiò
Son acception est variée : au sens large, il désigne certains hommes la classe des propriétaires terriens qui emploient les paysans sur leurs terres.
Au sud, terre des seigneurs, ce mot se teinte d'une connotation quasi féodale, dans l'esprit du clan et les sgiò sont très peu nombreux.
Au nord, terre du commun, il désigne une bonne partie des adultes hommes de la première classe sociale. Ce terme est ainsi attribué automatiquement aux magistrats, médecins « U sgiò duttore », aux hommes politiques locaux ou régionaux (les maires notamment), à certains prêtres « U sgiò piuvanu » et enfin, aux personnes envers qui on est profondément redevables. Néanmoins le titre était, dans les faits, quasi héréditaire et était alors suivi du prénom, « U sgiò Michele ». Seuls quelques hommes, vieillards ou serviteurs particulièrement appréciés, pouvaient tutoyer et substituer au vocatif « O sgiò Matteu » un « O cumpà », presque démocratique. L'épouse et la mère d'un sgio avaient le titre correspondant de signora : « A signora Paulina ».
C'est le caractère informel et presque spontané de cette appellation qui fait qu'on ne peut le définir comme un titre de noblesse au sens juridique. Toutefois, on peut soulever qu'à l'instar de la noblesse ailleurs, les familles de Sgiò, qu'elles soient d'origine noble, simplement des notables ou de grands propriétaires, adoptent les mêmes usages que la noblesse, en particulier pour les alliances: les Sgiò se marient entre eux et les alliances au sein d'une même famille sont fréquentes pour maintenir les patrimoines.
Le XIXe siècle est le temps d'un renouvellement des élites insulaires. On peut les nommer les noblesses, car bien des anciennes familles en font évidemment partie et les nouvelles imitent leur comportement. En fait il s'agit désormais d'une notabilité liée à la puissance électorale et toujours foncière. L'hérédité sur quelques générations des charges politiques reste la règle. Les membres de cette catégorie sont appelés « sgiò », appellation dérivé de l'italien « signor » signifiant à l'origine « seigneur », il s'agit plutôt d'un « monsieur » très déférent, traduction que donnent la plupart des linguistes actuels mais qui n'est pas satisfaisante. Monsieur en effet est banalisé dans l'usage actuel alors qu'en présence d'un sgiò, le villageois, berger ou tenancier, utilisait le vocatif (O sgiò Natale...), mettait bas la coiffure et, bien sûr, vouvoyait. On pourrait le traduire par l'anglais Sir ou un « Maître » particulièrement déférent. Dans une conversation l'usage était de laisser tre passi (3 pas) entre le supérieur et l'inférieur. Certains sgiò avaient de gros chiens dressés à faire respecter la distance.
L'appellation de sgiò n'est plus guère donnée à l'oral aux notables depuis le début des années 1960, phénomène lié aux évolutions de la société rurale insulaire mais aussi à la régression de la langue corse.
De nos jours, cette notabilité presque aristocratique sans titulature perdure dans les diverses lignées d'hommes politiques corses qui dominent la politique insulaire, parfois depuis le Second Empire ou la 3e République.

## Familles n'ayant pas fait de demande de reconnaissance auprès de la couronne de France
Cette liste contient les noms de quelques familles anciennes et notables n'ayant pas effectué de demande à partir de la conquête française. Le phénomène de demande de reconnaissance commence à partir de 1770 : certaines familles font des demandes et obtiennent des reconnaissances. D'autres, « toutes aussi titrées que les précédentes comme les Lanfranchi, les Pandolfi, les Giudicelli ou les Ettori, ne le firent pas (…) ceux qui négligèrent de postuler semblent avoir fait un faux calcul, persuadés que, comme les fois précédentes, le roi de France, après avoir pacifié la Corse, la restituerait à la république de Gênes ». Cette question de la reconnaissance de la noblesse est une question complexe dans une île où les origines nobiliaires des familles sont multiples.
- Agostini (branche de Scata) serait issue des Cortinchi de Lumito[22].

- Alberti (Calenzana)
- Baccielieri (ou Baccialieri) (Ville di Parasu).
- Baldacci (Corti).
- Battistini (Bastia).
- Biadelli (Bastia).
- Bonavita (Bastia).
- de Brunelli (Calvi).
- Carbuccia (de) (Bastia).
- Carli (Spiluncatu).
- Casanova de Pioghjula (ou Pioggiola).
- Casanova d'Arraciani (Pruprià).
- Colonna de Giovellina.
- Chiaroni (Aullène)[17].
- Defendini (Prunelli).
- Ettori (Quenza)[23].
- Filippi, (Quenza, Porti Vechju).
- Filippini (Corti), originaire de Sardaigne.
- Flach et Flach-Malaspina (Calvi).
- Forcioli-Conti (Ajaccio) serait issue de la Maison Bozzi.
- Giudicelli (Zonza)[23].
- Giustiniani (Arbellara).
- Giustiniani (Monte)
- Lanfranchi[24](Levie, Aullène, Viggianello).
- Malaspina (Belgodere, Speloncato, Monticello, etc) serait issue de la famille Malaspina[25].
- Orticoni (Monticello, Santa-Reparata-di-Balagna).
- Padovani (Santa-Reparata-di-Balagna)[26].
- Paganelli-Zicavo (Zicavo).
- Pandolfi (Serra)[23].
- Sebastiani (La Porta) serait issue des Cortinchi[27].
- Susini (Serra)[23].
- Tardi (Bastia, Tallone, Venzolasca).
- Vincenti (de) (Santa-Reparata-di-Balagna).
- Vincentelli (Serra)[23].